# Lithocarpus javensis
Lithocarpus javensis Blume – gatunek roślin z rodziny bukowatych (Fagaceae Dumort.). Występuje naturalnie w Malezji oraz Indonezji (na Sumatrze i Jawie).

## Morfologia
PokrójZimozielone drzewo dorastające do 45 m wysokości. Pień czasami wyposażony jest w korzenie podporowe.
LiścieBlaszka liściowa jest skórzasta i ma lancetowaty kształt. Mierzy 7,6–12,7 cm długości oraz 1,7–2,5 cm szerokości, ma ostrokątną nasadę i spiczasty wierzchołek. Ogonek liściowy jest nagi i ma 18 mm długości.
OwoceOrzechy o kulistym kształcie, dorastają do 33 mm średnicy. Osadzone są pojedynczo w miseczkach o kulistym kształcie.

## Biologia i ekologia
Rośnie w lasach, na wysokości około 1200 m n.p.m.